# Rodica Șerban
Rodica Maria Șerban (nacida Rodica Maria Florea, Rădăuți-Prut, 26 de mayo de 1983) es una deportista rumana que compitió en remo.
Participó en dos Juegos Olímpicos de Verano, obteniendo dos medallas, oro en Atenas 2004 y bronce en Pekín 2008, en la prueba de ocho con timonel.
Ganó dos medallas de plata en el Campeonato Mundial de Remo, en los años 2005 y 2007, y tres medallas de oro en el Campeonato Europeo de Remo entre los años 2007 y 2012.

## Palmarés internacional
| Juegos Olímpicos   | Juegos Olímpicos  | Juegos Olímpicos  | Juegos Olímpicos |
| Año                | Lugar             | Medalla           | Prueba           |
| ------------------ | ----------------- | ----------------- | ---------------- |
| 2004               | Atenas (Grecia)   | Medalla de oro    | Ocho con timonel |
| 2008               | Pekín (China)     | Medalla de bronce | Ocho con timonel |
| Campeonato Mundial |                   |                   |                  |
| Año                | Lugar             | Medalla           | Prueba           |
| 2005               | Kaizu (Japón)     | Medalla de plata  | Ocho con timonel |
| 2007               | Múnich (Alemania) | Medalla de plata  | Ocho con timonel |
| Campeonato Europeo |                   |                   |                  |
| Año                | Lugar             | Medalla           | Prueba           |
| 2007               | Poznań (Polonia)  | Medalla de oro    | Ocho con timonel |
| 2008               | Maratón (Grecia)  | Medalla de oro    | Ocho con timonel |
| 2012               | Varese (Italia)   | Medalla de oro    | Ocho con timonel |